# 東京都中学校の廃校一覧
東京都中学校の廃校一覧（とうきょうとちゅうがっこうのはいこういちらん）は、東京都内の廃校になった中学校の一覧。対象となるのは、学制改革（1947年）以降に廃校となった中学校、および分校である。学校名は廃校当時のもの。廃校時に中学校が所在していた自治体がその後合併により消滅している場合は、現行の自治体に含める。また現在休校中の都内の中学校（分校）も、その多くは実質上廃校となっているため参考として記載する。

## 国立中学校
- 東京学芸大学附属追分中学校（1954年東京学芸大学附属竹早中学校と統合し東京学芸大学附属新設中学校〈現：東京学芸大学附属竹早中学校〉へ）[1]
- 東京学芸大学附属小金井中学校池袋教室（1957年東京学芸大学附属小金井中学校へ統合）[2]
- 東京大学教育学部附属中学校（2000年東京大学教育学部附属高等学校と統合し東京大学教育学部附属中等教育学校へ）[3]
- 東京学芸大学附属大泉中学校（2009年東京学芸大学附属高等学校大泉校舎と統合し東京学芸大学附属国際中等教育学校へ）[4]

## 公立中学校

### 都立中学校
- 東京都立世田谷工業高等学校附属中学校（1973年）

### 特別区

#### 千代田区
- 千代田区立一橋中学校（2005年統合により千代田区立神田一橋中学校へ）[5]
- 千代田区立今川中学校（同上）[5]
- 千代田区立練成中学校（同上）[5]
- 千代田区立九段中学校（2006年東京都立九段高等学校と統合し千代田区立九段中等教育学校へ）[6]

#### 中央区
- 東京都中央区立有馬中学校（1962年浜町中と統合し日本橋中〈初代〉へ）
- 東京都中央区立浜町中学校（1962年有馬中と統合し日本橋中〈初代〉へ）
- 東京都中央区立月島第一中学校（1968年統合により第三中〈1991年中央区立晴海中学校に改称〉へ）[7]
- 東京都中央区立月島第二中学校（同上）[7]
- 東京都中央区立月島第三中学校（同上）[7]
- 東京都中央区立文海中学校（1968年明正中と統合し第二中へ）
- 東京都中央区立明正中学校（1968年文海中と統合し第二中へ）
- 東京都中央区立第一中学校（1968年明石中から改称、1984年第二中と統合し中央区立銀座中学校へ）[8]
- 東京都中央区立第二中学校（1984年第一中と統合し銀座中へ）[8]
- 東京都中央区立日本橋中学校〈初代〉（1974年統合により第四中〈1992年中央区立日本橋中学校に改称〉へ）[9]
- 東京都中央区立久松中学校（同上）[9]
- 東京都中央区立紅葉川中学校（同上）[9]

#### 港区
- 東京都港区立北芝中学校（1969年愛宕中と統合し港区立御成門中学校へ）[10]
- 東京都港区立愛宕中学校（1969年北芝中と統合し御成門中へ）[10]
- 東京都港区立城南中学校（1998年三河台中と統合し港区立六本木中学校へ）[11]
- 東京都港区立三河台中学校（1998年城南中と統合し六本木中へ）[11]
- 港区立港中学校（2001年芝浜中と統合し港区立三田中学校へ）[12]
- 港区立芝浜中学校（2001年港中と統合し三田中へ）[12]
- 港区立朝日中学校（2015年三光小・神応小と統合し、小中一貫の港区立白金の丘学園へ）[13]

#### 新宿区
- 東京都新宿区立淀橋中学校柏木分校（1951年9月30日）
- 東京都新宿区立戸塚第二中学校（1952年）
- 東京都新宿区立淀橋中学校（1997年淀橋第二中と統合し新宿区立西新宿中学校へ）[14]
- 東京都新宿区立淀橋第二中学校（1997年淀橋中と統合し西新宿中へ）[14]
- 新宿区立四谷第一中学校（2001年四谷第二中と統合し新宿区立四谷中学校へ）[15]
- 新宿区立四谷第二中学校（2001年四谷第一中と統合し四谷中へ）[15]
- 新宿区立大久保中学校（2007年東戸山中と統合し新宿区立新宿中学校へ）[15]
- 新宿区立東戸山中学校（2007年大久保中と統合し新宿中へ）[15]
- 新宿区立戸塚第一中学校（2007年戸山中と統合し新宿区立西早稲田中学校へ）[16]
- 新宿区立戸山中学校（2007年戸塚第一中と統合し西早稲田中へ）[16]
- 新宿区立西戸山中学校（2011年西戸山第二中と統合し新宿区立新宿西戸山中学校へ）[17]
- 新宿区立西戸山第二中学校（2011年西戸山中と統合し新宿西戸山中へ）[17]

#### 文京区

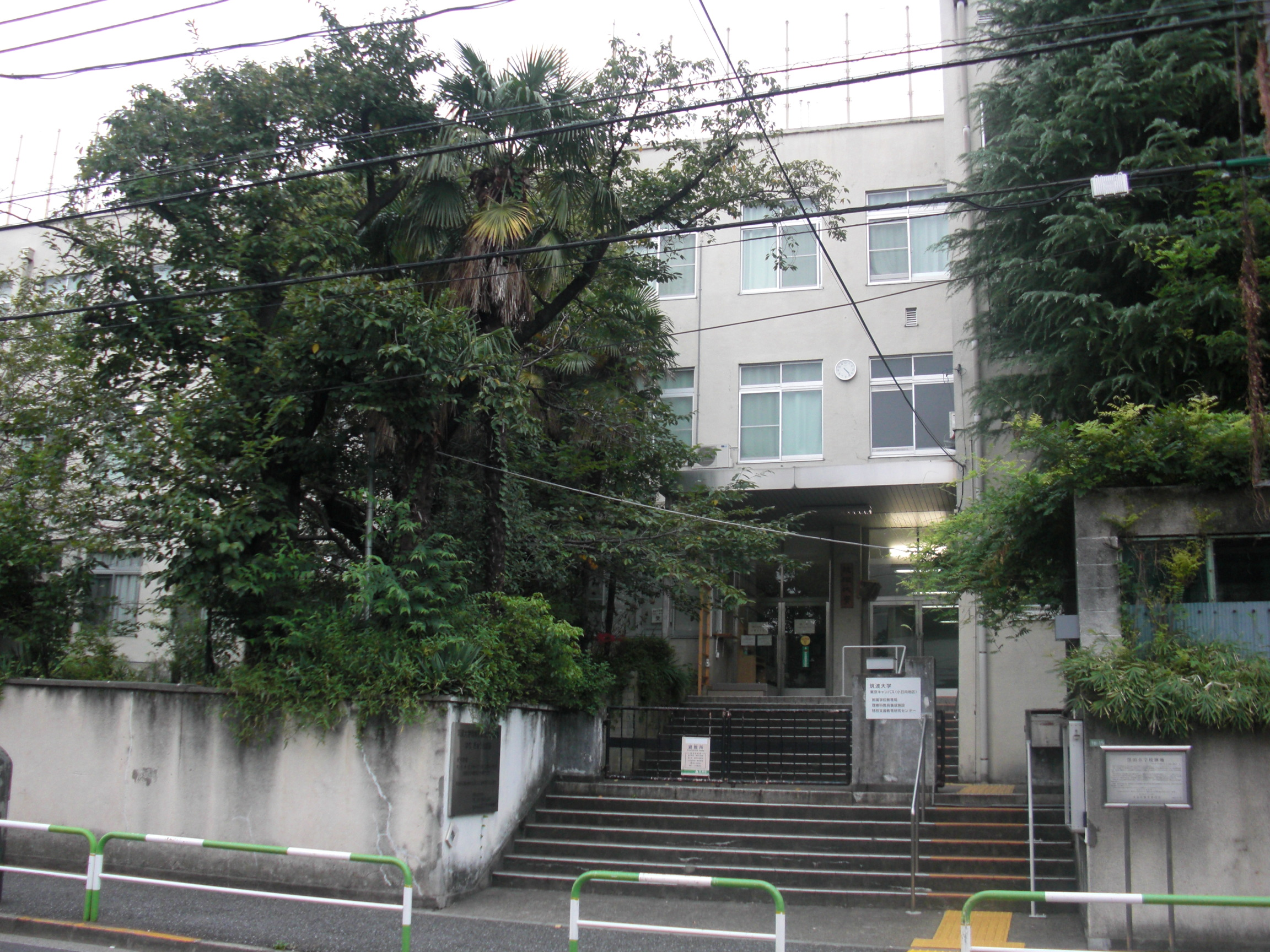
旧・第五中学校

- 東京都文京区立第二中学校（1998年第四中と統合し文京区立本郷台中学校へ）[18]
- 東京都文京区立第四中学校（1998年第二中と統合し本郷台中へ）[18]
- 文京区立第五中学校（2009年第七中と統合し文京区立音羽中学校へ）[19]
- 文京区立第七中学校（2009年第五中と統合し音羽中へ）[19]

#### 台東区
- 東京都台東区立西町中学校（1950年竹台中と統合し台東区立東叡中学校へ）[20]
- 東京都台東区立竹台中学校（1950年西町中と統合し東叡中へ）[20]
- 東京都台東区立黒門中学校（1952年東叡中と統合し台東区立御徒町中学校へ）[20]
- 東京都台東区立東叡中学校（1952年黒門中と統合し御徒町中へ）[20]
- 東京都台東区立根岸中学校（1956年台東区立忍岡中学校へ統合）[21]
- 東京都台東区立台英中学校（1976年廃校。山谷地区の長期欠席生徒のための学校として設置[22]）
- 東京都台東区立福井中学校（1991年蔵前中と統合し台東区立浅草中学校へ）[23]
- 東京都台東区立蔵前中学校（1991年福井中と統合し浅草中へ）[23]
- 台東区立御徒町中学校（2002年台東中と統合し台東区立御徒町台東中学校へ）[24]
- 台東区立台東中学校（2002年御徒町中と統合し御徒町台東中へ）[24]
- 台東区立下谷中学校（2002年竜泉中と統合し台東区立柏葉中学校へ）[25]
- 台東区立竜泉中学校（2002年下谷中と統合し柏葉中へ）[25]
- 台東区立蓬莱中学校（2002年今戸中と統合し台東区立桜橋中学校へ）[26]
- 台東区立今戸中学校（2002年蓬莱中と統合し桜橋中へ）[26]

#### 墨田区
- 東京都墨田区立吾嬬第三中学校（1999年曳舟中と統合し墨田区立文花中学校へ）[27]
- 東京都墨田区立曳舟中学校（1999年吾嬬第三中と統合し文花中へ）[27]
- 墨田区立向島中学校（2013年鐘淵中と統合し墨田区立桜堤中学校へ）[28]
- 墨田区立鐘淵中学校（2013年向島中と統合し桜堤中へ）[28]
- 墨田区立吾嬬第一中学校（2014年立花中と統合し墨田区立吾嬬立花中学校へ）[29]
- 墨田区立立花中学校（2014年吾嬬第一中と統合し吾嬬立花中へ）[29]

#### 江東区
- 江東区立第三大島中学校（2002年第四大島中と統合し江東区立大島西中学校へ）[30]
- 江東区立第四大島中学校（2002年第三大島中と統合し大島西中へ）[30]

#### 品川区
- 品川区立日野中学校（2006年第二日野小と統合し小中一貫校の品川区立日野学園となり[31]、2016年義務教育学校化）
- 品川区立荏原第二中学校（2008年平塚中と統合し荏原平塚中へ）[32]
- 品川区立平塚中学校（2008年荏原第二中と統合し荏原平塚中へ）[32]
- 品川区立八潮中学校（2008年八潮南中と統合し「品川区立小中一貫校八潮学園」・品川区立八潮学園中学校へ）[33]
- 品川区立八潮南中学校（2008年八潮中と統合し八潮学園中へ）[33]
- 品川区立荏原平塚中学校（2010年平塚小と統合し小中一貫校の品川区立荏原平塚学園となり[32]、2016年義務教育学校化）
- 品川区立荏原第三中学校（2011年荏原第四中と統合し品川区立豊葉の杜中学校へ）[34]
- 品川区立荏原第四中学校（2011年荏原第三中と統合し豊葉の杜中へ）[34]
- 品川区立城南中学校（2011年品川小と統合し小中一貫校の品川区立品川学園となり[35]、2016年義務教育学校化）
- 品川区立豊葉の杜中学校（2013年豊葉の杜小と統合し小中一貫校の品川区立豊葉の杜学園となり[34]、2016年義務教育学校化）
- 品川区立伊藤中学校（2016年原小と統合し義務教育学校の品川区立伊藤学園へ）[36]
- 品川区立八潮学園中学校（2016年八潮学園小と統合し義務教育学校の品川区立八潮学園へ）[33]

#### 目黒区
- 目黒区立第二中学校（2006年統合により目黒区立目黒中央中学校へ）[37]
- 目黒区立第五中学校（同上）[37]
- 目黒区立第六中学校（同上）[37]
- 目黒区立第三中学校（2015年第四中と統合し目黒区立大鳥中学校へ）[38]
- 目黒区立第四中学校（2015年第三中と統合し大鳥中へ）[38]
- 目黒区立第八中学校（2025年第十一中と統合し目黒区立目黒西中学校へ）[39]
- 目黒区立第十一中学校（2025年第八中と統合し目黒西中へ）[39]

#### 世田谷区
- 世田谷区立新星中学校（2004年池尻中と統合し世田谷区立三宿中学校へ）[40]
- 世田谷区立池尻中学校（2004年新星中と統合し三宿中へ）[40]
- 世田谷区立若林中学校（2011年山崎中と統合し世田谷区立世田谷中学校へ）[41]
- 世田谷区立山崎中学校（2011年若林中と統合し世田谷中へ）[41]
- 世田谷区立船橋中学校（2012年希望丘中と統合し世田谷区立船橋希望中学校へ）[42]
- 世田谷区立希望丘中学校（2012年船橋中と統合し船橋希望中へ）[42]

#### 渋谷区
- 東京都渋谷区立外苑中学校（1997年原宿中と統合し渋谷区立原宿外苑中学校へ）[43]
- 東京都渋谷区立原宿中学校（1997年外苑中と統合し原宿外苑中へ）[43]

#### 中野区
- 中野区立第六中学校（2008年第十一中と統合し中野区立緑野中学校へ）[44]
- 中野区立第十一中学校（2008年第六中と統合し緑野中へ）[44]
- 中野区立第一中学校（2009年中野富士見中と統合し中野区立南中野中学校へ）[45]
- 中野区立中野富士見中学校（2009年第一中と統合し南中野中へ）[45]
- 中野区立第九中学校（2012年中央中と統合し中野区立中野中学校へ）[46]
- 中野区立中央中学校（2012年第九中と統合し中野中へ）[46]
- 中野区立第三中学校（2018年第十中と統合し中野区立中野東中学校へ）[47]
- 中野区立第十中学校（2018年第三中と統合し中野東中へ）[47]
- 中野区立第四中学校（2021年第八中と統合し中野区立明和中学校へ）[48]
- 中野区立第八中学校（2021年第四中と統合し明和中へ）[48]

#### 豊島区
- 東京都豊島区立雑司谷中学校（1999年高田中と統合し豊島区立千登世橋中学校へ）[49]
- 東京都豊島区立高田中学校（1999年雑司谷中と統合し千登世橋中へ）[49]
- 豊島区立大塚中学校（2001年朝日中と統合し豊島区立巣鴨北中学校へ）[50]
- 豊島区立朝日中学校（2001年大塚中と統合し巣鴨北中へ）[50]
- 豊島区立第十中学校（2004年千早中と統合し豊島区立明豊中学校へ）[51]
- 豊島区立千早中学校（2004年第十中と統合し明豊中へ）[51]
- 豊島区立真和中学校（2005年道和中と統合し豊島区立西池袋中学校へ）[52]
- 豊島区立道和中学校（2005年真和中と統合し西池袋中へ）[52]
- 豊島区立長崎中学校（2006年明豊中へ統合）[51]

#### 北区
- 北区立王子中学校（2005年桜田中と統合し北区立王子桜中学校へ）[53]
- 北区立桜田中学校（2005年王子中と統合し王子桜中へ）[53]
- 北区立赤羽台中学校（2006年北中と統合し北区立桐ヶ丘中学校へ）[54]
- 北区立北中学校（2006年赤羽台中と統合し桐ヶ丘中へ）[54]
- 北区立豊島北中学校（2007年統合により北区立明桜中学校へ）[55]
- 北区立豊島中学校（同上）[55]
- 北区立清至中学校（同上）[55]
- 北区立十条中学校（2008年富士見中と統合し北区立十条富士見中学校へ）[56]
- 北区立富士見中学校（2008年十条中と統合し十条富士見中へ）[56]
- 北区立新町中学校（2008年北区立田端中学校へ統合）[57]
- 北区立赤羽中学校（2009年岩淵中と統合し北区立赤羽岩淵中学校へ）[58]
- 北区立岩淵中学校（2009年赤羽中と統合し赤羽岩淵中へ）[58]
- 北区立紅葉中学校（2009年滝野川中と統合し北区立滝野川紅葉中学校へ）[59]
- 北区立滝野川中学校（2009年紅葉中と統合し滝野川紅葉中へ）[59]
- 北区立神谷中学校（2024年北区立神谷小学校および北区立稲田小学校と統合し義務教育学校の北区立都の北学園へ）[60]

#### 荒川区
- 東京都荒川区立第二中学校（1988年南千住中と統合し荒川区立南千住第二中学校へ）[61]
- 東京都荒川区立南千住中学校（1988年第二中と統合し南千住第二中へ）[61]
- 東京都荒川区立尾竹橋中学校（1994年第六中と統合し荒川区立原中学校へ）[62]
- 東京都荒川区立第六中学校（1994年尾竹橋中と統合し原中へ）[62]
- 東京都荒川区立第八中学校（1998年統合により荒川区立諏訪台中学校へ）[63]
- 東京都荒川区立第十中学校（同上）[63]
- 東京都荒川区立日暮里中学校（同上）[63]
- 荒川区立道灌山中学校（2001年諏訪台中へ統合）[63]

#### 板橋区
- 板橋区立板橋第四中学校（2006年板橋区立板橋第三中学校へ統合）[64]
- 板橋区立向原中学校（2018年板橋区立上板橋第二中学校へ統合）[65]

#### 練馬区
- 練馬区立光が丘第四中学校（2019年練馬区立光が丘第三中学校へ統合）[66]

#### 足立区
- 足立区立第三中学校（2003年第十五中と統合し足立区立千寿青葉中学校へ）[67]
- 足立区立第十五中学校（2003年第三中と統合し千寿青葉中へ）[67]
- 足立区立第二中学校（2005年第十六中と統合し足立区立千寿桜堤中学校へ）[68]
- 足立区立第十六中学校（2005年第二中と統合し千寿桜堤中へ）[68]
- 足立区立第八中学校（2016年鹿浜中と統合し足立区立鹿浜菜の花中学校へ）[69]
- 足立区立鹿浜中学校（2016年第八中と統合し鹿浜菜の花中へ）[69]
- 足立区立上沼田中学校（2017年江北中と統合し足立区立江北桜中学校へ）[70]
- 足立区立江北中学校（2017年上沼田中と統合し江北桜中へ）[70]

#### 葛飾区
- 葛飾区立高砂中学校（2012年高砂小学校と統合し小中一貫校の葛飾区立高砂けやき学園へ[71]）

#### 江戸川区
- 江戸川区立小松川第一中学校（2023年小松川第三中と統合し江戸川区立小松川中学校へ）[72]
- 江戸川区立小松川第三中学校（2023年小松川第一中と統合し小松川中へ）[72]

### 八王子市
- 八王子市立第三中学校（2020年八王子市立第六小学校と統合し八王子市立いずみの森義務教育学校へ）[73]

### 青梅市
- 青梅市立第四中学校（1973年第五中と統合し青梅市立西中学校へ）[74]
- 青梅市立第五中学校（1973年第四中と統合し西中へ）[74]

### 町田市
- 町田市立堺中学校小山分校（1961年9月30日小山分教場となり、1962年廃止）[75]
- 町田市立本町田中学校（2011年町田市立町田第三中学校と町田市立山崎中学校へ分割統合）[76]

### 東村山市
- 東村山市立東村山第二中学校全生園分教室（1979年）[77]

### 多摩市
- 多摩市立永山中学校（1997年西永山中と統合し多摩市立多摩永山中学校へ）[78]
- 多摩市立西永山中学校（1997年永山中と統合し多摩永山中へ）[78]
- 多摩市立東落合中学校（2000年西落合中と統合し多摩市立落合中学校へ）[79]
- 多摩市立西落合中学校（2000年東落合中と統合し落合中へ）[79]
- 多摩市立貝取中学校（2008年豊ヶ丘中と統合し多摩市立青陵中学校へ）[80]
- 多摩市立豊ヶ丘中学校（2008年貝取中と統合し青陵中へ）[80]

### あきる野市
- 秋多町立多西中学校（1958年統合によりあきる野市立秋多中学校〈当時：秋多町立〉へ統合）[81]
- 秋多町立西秋留中学校（同上）[81]
- 秋多町立東秋留中学校（同上）[81]
- 五日市町立小宮中学校（1963年あきる野市立五日市中学校〈当時：五日市町立〉へ統合）[82]
- 五日市町立戸倉中学校（同上）[82]

### 西多摩郡

#### 檜原村
- 檜原村立北秋川中学校（1986年檜原村立檜原中学校へ統合）[83]
- 檜原村立南秋川中学校（同上）[83]

#### 奥多摩町
- 奥多摩町立氷川中学校日原分校（1957年）[84]
- 奥多摩町立小河内中学校（2004年氷川中へ統合）[85]
- 奥多摩町立古里中学校（2015年氷川中と統合し奥多摩町立奥多摩中学校へ）[86]
- 奥多摩町立氷川中学校（2015年古里中と統合し奥多摩中へ）[86]

### 島嶼部

#### 大島町
- 大島町立波浮中学校（1959年大島町立第三中学校へ統合）[87]
- 大島町立第二中学校〈旧〉（1982年第五中と統合し大島町立第二中学校〈新〉へ）[88]
- 大島町立第五中学校（1982年第二中〈旧〉と統合し第二中〈新〉へ）[88]

#### 利島村
- 利島村立利島中学校（2024年利島村立利島小学校と統合し義務教育学校の利島村立利島小中学校へ）[89]

#### 新島村
- 新島本村立若郷中学校（1962年10月新島村立新島中学校〈当時：新島本村〉へ統合）[90]

#### 三宅村
- 三宅村立阿古中学校（2007年三宅村立三宅中学校へ統合）[91]
- 三宅村立坪田中学校（同上）[91]

#### 八丈町
- 八丈町立宇津木中学校（1969年）[92]
- 八丈町立鳥打中学校（1969年）[92]
- 八丈町立末吉中学校（2002年八丈町立三原中学校へ統合）[93]

## 私立中学校

### 特別区

#### 千代田区
- 正則学園中学校（1954年休校、1960年廃校）[94]
- 東洋中学校（1958年）[注釈 1]
- 村田学園中学校（1958年）[注釈 2]
- 千代田女学園中学校（2020年休校）[95]

#### 中央区
- 中央中学校（1951年）
- 中央学院中学校（1968年休校、1985年廃校）[注釈 3]

#### 港区
- 高輪第二中学校
- 東海中学校（1954年廃校、2007年同校地に東海大学付属高輪台高等学校中等部が新設）[96]

#### 新宿区
- 武田中学校（1951年）
- 保善中学校（1959年休校、1996年廃校）[注釈 4]

#### 文京区
- 京華第二中学校[97]（廃校時期不明）
- 昭和第一中学校[98]（廃校時期不明）
- 京実中学校（1956年）[注釈 5]
- 錦秋中学校（1995年）[注釈 6]
- 東洋女子中学校（1995年）[注釈 7]

#### 台東区
- 扶桑中学校（1951年）
- 泰東中学校（1954年）

#### 品川区
- 町田学園女子中学校（1955年）[注釈 8]
- 豊中学校（1996年）

#### 目黒区
- 昭英中学校（1951年）
- 都南中学校(1952年閉校、1954年廃校)
- 自由ヶ丘学園中学校（1959年休校）[99]

#### 大田区
- 大森学園中学校（1995年）[注釈 9]
- 蒲田女子中学校（1995年）[注釈 10]
- 東京中学校（1995年）
- 日体荏原中学校（1996年）[注釈 11]

#### 世田谷区
- 日本女子中学校（1955年）
- 下北沢成徳中学校（2005年休校）[注釈 12]

#### 渋谷区
- 関東学園女子中学校（1955年）[注釈 13]
- 帝京商工高等学校附属中学校（1970年）[104]

#### 杉並区
- 済美中学校[注釈 14]
- 敷島女子中学校（1949年日本大学第二中学校に吸収合併・同校女子部に改組、現在男女別学制は撤廃）[106]
- 晩香学園中学校（1951年）
- 杉並中学校（1952年募集停止、休校状態のまま中央大学杉並中学校に改称。1996年廃校）[注釈 15]
- 高千穂中学校（1968年休校）[注釈 16]
- 杉並学院中学校（2020年閉校）

#### 中野区
- 東亜中学校（1951年）[108]
- 国際中学校（1951年）[109]

#### 豊島区
- 豊島第三中学校（1950年）
- 豊島第二中学校（1951年）
- 巣鴨第二中学校（1951年）
- 鴨台第二中学校（1954年）
- 豊南中学校（1957年休校、1984年廃校）[注釈 17]
- 豊島第一中学校（1970年）
- 巣鴨女子中学校（1972年）

#### 北区
- 明照中学校（1951年）[注釈 18]

#### 板橋区
- 成増中学校（1951年）

#### 練馬区
- 練真中学校（1953年）[注釈 19]

#### 足立区
- 潤徳女子中学校（2005年休校、2017年廃校）[110]

### 立川市
- 立川女子中学校（1971年休校、1996年廃校）[注釈 20]
- 昭和第二中学校（1972年休校）[111]

### 三鷹市
- 大成中学校（1996年）[注釈 21]

### 昭島市
- 啓明学園第二中学校（1951年）[注釈 22]

### 東久留米市
- 自由学園男子部中等科（2024年募集停止。自由学園女子部中等科は、中等科に改組され共学化）[112]

### 西東京市
- 文華女子中学校（2019年休校）[113]